# Giorgio Battistelli
Giorgio Battistelli (Albano Laziale, 25 aprile 1953) è un compositore italiano.

## Biografia
Ha studiato con Giancarlo Bizzi, Claudio Annibaldi e Antonello Neri al Conservatorio Alfredo Casella dell'Aquila.  Negli anni Settanta è stato allievo di Stockhausen, Kagel e di Drouet. Nel 1972 ha fondato con alcuni amici il gruppo di improvvisazione Edgard Varèse e l'ensemble strumentale Beat '72. Dal 1985 al 1986 è stato ospite del "Deutscher Akademischer Austauschdienst" a Berlino. Nel 1990 ha vinto il premio SIAE per la lirica e nel 1993 il Premio "Cervo" per la musica contemporanea.
Svolge parallelamente all'attività compositiva quella di organizzatore musicale. È stato direttore artistico del Cantiere Internazionale d'Arte di Montepulciano, dell'Orchestra regionale toscana, dell'Accademia Filarmonica Romana, della sezione musica della Biennale di Venezia. Dal 2015 al 2017 è stato Direttore artistico del Teatro dell'Opera di Roma, affiancando Alessio Vlad, con incarico specifico per la musica contemporanea e per la stagione sinfonica.
È accademico effettivo dell'Accademia Nazionale di Santa Cecilia e direttore artistico dell'Orchestra Haydn di Bolzano e Trento e del Festival Puccini di Torre del Lago Puccini.
Il 12 novembre 2021 viene annunciato che Battistelli riceverà all'interno della Biennale di Venezia durante il 66. Festival Internazionale di Musica Contemporanea, il Leone d'Oro alla carriera "per il suo lavoro di teatri musicale sperimentale e la sua intensa produzione operistica, realizzata dalle più importanti istituzioni europee".
Il 20 novembre 2021 la sua opera (Julius Caesar su libretto di Ian Burton) apre la stagione del Teatro dell'Opera di Roma con la direzione di Daniele Gatti e la regia di Robert Carsen. È la prima volta, in tempi recenti, che il Teatro Costanzi inaugura la sua stagione con un'opera contemporanea.
Nel 2022 gli è stato assegnato dalla Biennale Musica di Venezia il Leone d'oro alla carriera.
Le sue musiche sono edite da Ricordi.

## Opere
- Experimentum Mundi (Roma, 1981)
- Aphrodite (Bordeaux, 1983)
- Linzer Stahloper (Linz, 1985)
- Jules Verne (Strasburgo, 1985)
- Combattimento di Ettore e Achille (Strasburgo, 1989)
- Keplers Traum (Linz, 1990)
- Ascolto di Rembrandt (Roma, 1991)
- Teorema (Monaco, 1992)
- Frau Frankenstein (Berlino, 1993)
- Prova d'orchestra (Strasburgo, 1995)
- The Cenci (Londra, 1997)
- Die Entdeckung der Langsamkeit (Brema, 1997)
- Giacomo mio, salviamoci!, libretto di Vittorio Sermonti (Teatro Lauri Rossi di Macerata, 1998) - diretta da Donato Renzetti con Umberto Orsini per lo Sferisterio di Macerata e trasmessa su RaiSat.
- "Impressions d'Afrique", (Prima assoluta Maggio Musicale Fiorentino, 2000)
- Auf den Marmorklippen (Mannheim, 2002)
- Opera sull'acqua (Teatro Comunale di Treia, 2002) testo di Erri De Luca con Sandro Lombardi per lo Sferisterio di Macerata
- El otoño del patriarca (Brema, 2005)
- Miracolo a Milano (Reggio Emilia, 2007), opera di teatro musicale contemporaneo commissionata per i 150 anni del Teatro Municipale di Reggio Emilia, liberamente tratta dal soggetto/romanzo Totò il buono di Cesare Zavattini e dal film Miracolo a Milano di Vittorio De Sica, da un'idea di Daniele Abbado (regia teatrale) e Giorgio Battistelli (musica).
- Divorzio all'italiana (Nancy, 2008), opera commissionata dall'Opéra National de Lorraine, tratta dal film "Divorzio all'italiana" di Pietro Germi, andata in scena il 30 settembre 2008
- Richard III (Anversa - Gent, Vlaamse Opera, 2005)
- Coro di morti (2011)
- Le Duc d’Albe (Opera incompiuta di Gaetano Donizetti, completata da Giorgio Battistelli per la Vlamsee Oper di Ghent, 2012)
- Il Medico dei Pazzi (Nancy, Opéra National de Lorraine, 2014)
- CO2 (Teatro alla Scala di Milano, 2015)
- Lot (Hannover, Staatsoper, 2017)
- Wake (Birmingham Opera Company, 2018)
- 7 minuti (Nancy, Opéra National de Lorraine, 2019)
- Julius Caesar (Roma, Teatro dell'Opera, 2021, direzione di Daniele Gatti, regia di Robert Carsen)
- Le Baruffe (Venezia, Gran Teatro La Fenice, 2022, direzione di Enrico Calesso, regia di Damiano Michieletto)
- Il teorema di Pasolini (Berlin, Deutsche Oper, 2023)